# Berenjena de Almagro

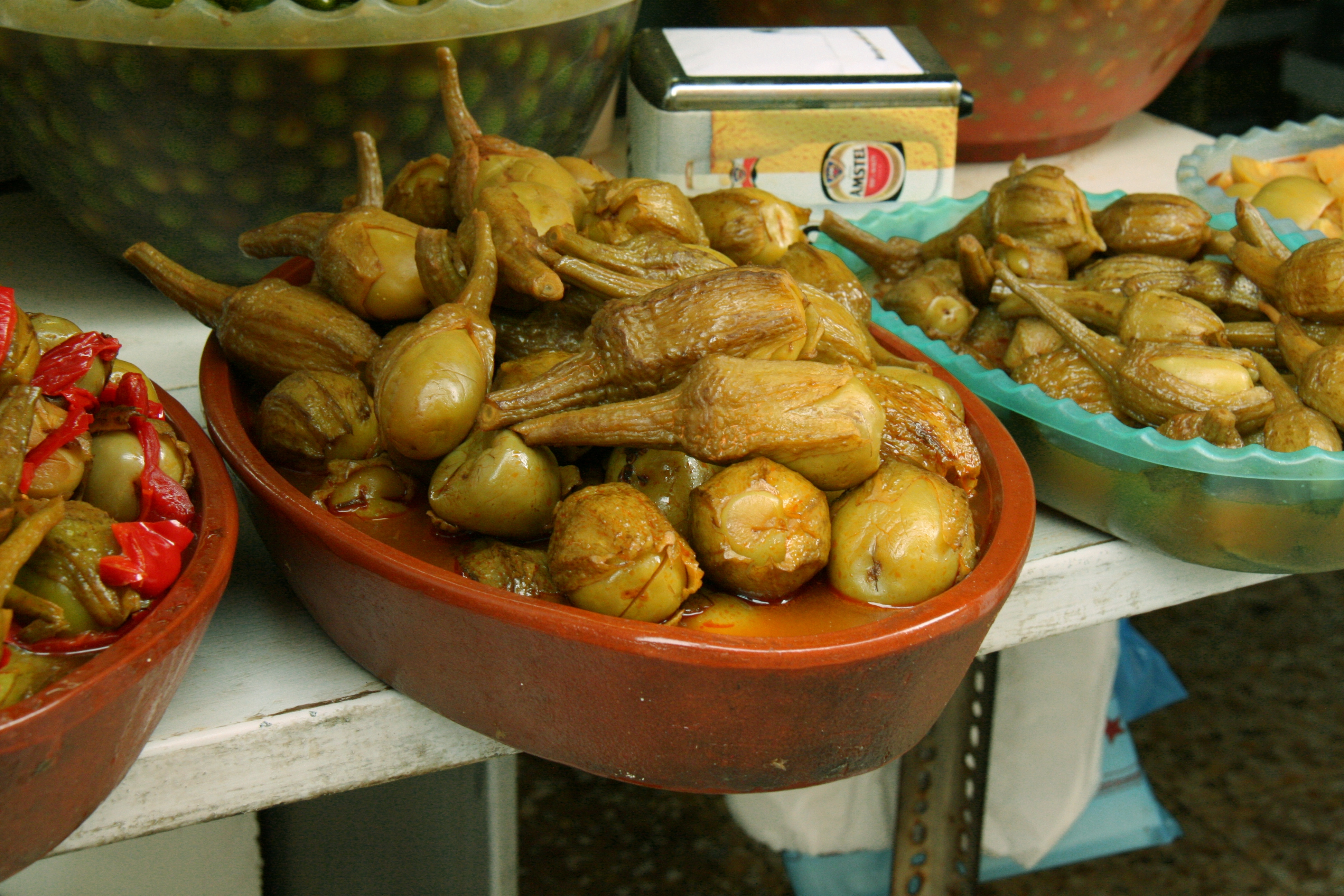
Berenjenas de Almagro aliñadas.

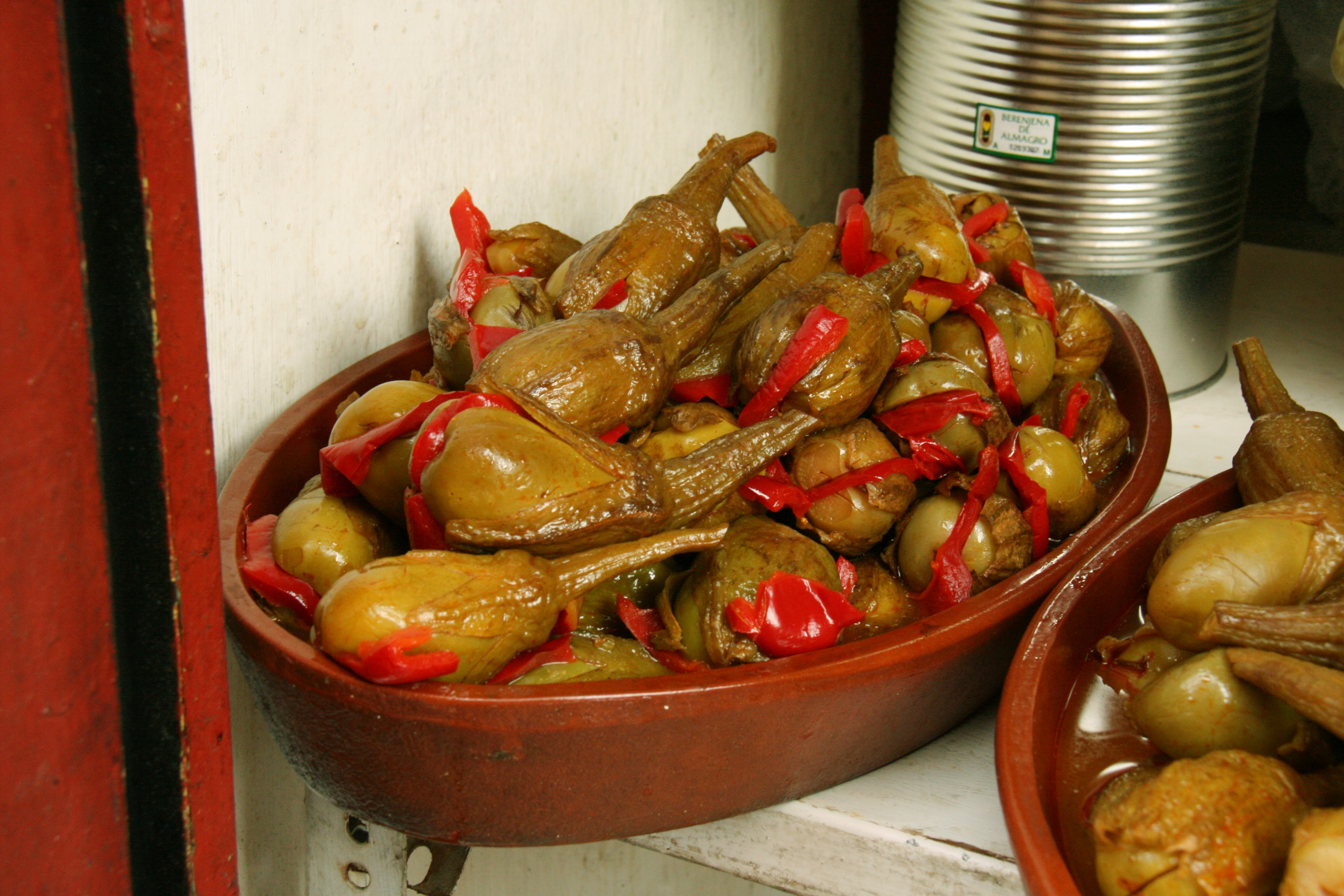
Berenjenas de Almagro embuchadas con pasta de pimiento y atravesadas por un palo de hinojo.

La berenjena de Almagro es una indicación geográfica protegida de berenjenas (Solanum melongena) de la variedad "Dealmagro" que se cultiva en algunos pueblos de la comarca del Campo de Calatrava, en el centro de la provincia de Ciudad Real (Castilla-La Mancha, España) y se comercializa en conserva. Se encurten con un aliño especial mediante el cual se conservan comestibles durante largos periodos de tiempo. Desde el año 1994, poseen estatus de Indicación Geográfica Protegida, constituyendo el área de producción y elaboración la formada por los siguientes municipios: Aldea del Rey, Almagro, Bolaños de Calatrava, Calzada de Calatrava, Granátula de Calatrava, Valenzuela de Calatrava y Viso del Marqués. La sede de su Consejo Regulador se encuentra en el Centro Integral de Gestión Agroalimentaria (CIGA), en Bolaños de Calatrava.

## Historia
Su origen puede remontarse a la cocina andalusí, ya que fueron los árabes procedentes de Siria los que trajeron la berenjena a España, dejando en Almagro no sólo el fruto sino también la forma de conservación. Hay refranes del siglo XVII que mencionan la abundancia de las berenjenas en la ciudad de Almagro ("En Almagro berenjenas a carros").

## Recolección y elaboración
Las berenjenas de Almagro se recolectan cuando todavía son de pequeño tamaño y se encuentran aún tiernas. Después se pelan, quitando la parte de la bráctea sobrante, las espinas y la parte final del pedúnculo. Posteriormente se cuecen entre 5 y 15 minutos y se someten a continuación a un proceso de fermentación, donde se agrega el aliño y se tienen entre 4 y 15 días, después de los cuales estarán listas para su consumo. El aliño tiene vinagre, aceite vegetal, sal, cominos, ajos, pimentón y agua. Si las berenjenas se comercializan embuchadas, se rellenarán además con pimientos y se atravesarán con tallos de hinojo, dando lugar a su disposición final típica. 

## Forma de presentación
Las berenjenas de Almagro se comercializan enlatadas o en tarros de vidrio en las siguientes variedades comerciales:
- Aliñadas: Son los frutos enteros con brácteas y pedúnculo sin más adición que su propio aliño.
- Embuchadas: Son las berenjenas aliñadas a las que se les hace un corte en la parte superior y se embuchan con un trozo de pimiento dulce o picante y otras especias sujetándose con un tallo de hinojo que atraviesa la berenjena.
- Embuchadas con pasta de pimiento: Igual que las anteriores pero utilizando pasta de pimiento en sustitución del pimiento natural.
- Cogollos: Son los frutos desprovistos de brácteas y pedúnculo, quedando solo el fruto de la baya junto con su aliño.
- Troceadas: Son los cogollos partidos en trozos.

En España es fácil encontrarlas en supermercados y en cualquier tienda de encurtidos y suelen servirse en forma de tapa. Si se consumen junto con vino, el alto contenido en vinagre de las berenjenas puede destruir los aromas y sabores del mismo, cosa que no ocurre si se consumen con otras bebidas como la cerveza.

## Producción y comercialización
La berenjena de Almagro se cultiva de forma familiar en pequeñas superficies y normalmente los agricultores no sobrepasan la hectárea de este cultivo. En 2010, la superficie cultivada fue de 64,98 ha, siendo la producción amparada bajo la I.G.P. de 2.518,78 toneladas. Prácticamente toda la producción (más del 99%) se comercializa en España.
Actualmente el Consejo Regulador de la I.G.P. Berenjena de Almagro, tiene inscritas cinco empresas elaboradoras de este producto. Son las siguientes:
- Conservas García S.L., en Almagro.
- Conservas Manchegas Antonio S.L., en Bolaños de Calatrava. Con la marca "Antonio".
- Frudiaz S.L., en Almagro. Con la marca "La Encajera de Almagro".
- Hijos de Isidoro Calzado S.L., en Bolaños de Calatrava. Con la marca "Calzado".
- Vicente Malagón S.A., en Almagro. Con las marcas "La Plaza" y "Almagreña".

Además, algunas de estas empresas también envasan sus productos con marca blanca para otras empresas.

## Normativa
La legislación sobre la I.G.P. Berenjena de Almagro está recogida en las siguientes órdenes y resoluciones:
- [BOE-A-1995-10592] Orden de 20 de abril de 1995 por la que se ratifica el Reglamento de la Denominaciôn Especifica «Berenjena de Almagro» y de su Consejo Regulador. (BOE 02-05-1995)[6]

- [BOE-A-2010-4362] Resolución de 15 de febrero de 2010, de la Dirección General de Industria y Mercados Alimentarios, por la que se concede la protección nacional transitoria a la modificación de la indicación geográfica protegida «Berenjena de Almagro». (BOE 15-03-2010)[7]

- [BOE-A-2011-3653] Resolución de 17 de enero de 2011, de la Dirección General de Industria y Mercados Alimentarios, por la que se corrigen errores en la de 15 de febrero de 2010, por la que se concede la protección nacional transitoria a la modificación de la indicación geográfica protegida «Berenjena de Almagro». (BOE 24-02-2011)[1]